# Demon Project
Demon Project — музыкальная группа из Новосибирска, играющая в стиле мелодик-дэт-метал. В основе лирики группы — мифы народов Сибири. Основная тема — образ сегодняшнего мира через призму сказаний прошлого. Тексты — в основном на английском и частично на русском и алтайском языках.

## История
Группа Demon Project образовалась в 2005 году на базе одноимённого one-man-band, существовавшего с конца 90-х годов и выпустившего в 2000 году полнометражный альбом «Shaman the Wolf», в котором совмещались элементы melodic death metal, industrial и сибирской этнической музыки.
В 2005—2006 годах Demon Project активно выступает на местных фестивалях, дает ряд сольных концертов и сразу привлекает к себе внимание металхэдов и любителей экстремальной электронной музыки по всей Сибири. В 2007 году на новосибирской студии группа записывает своё первое демо под названием «FEAR (IS MY RAGE)». Данный диск получил позитивные рецензии, что вдохновило команду на запись полноценного альбома.
Альбом был записан в 2008 году на студии «Мегатон» в Новосибирске и получил название «Kara Ora». Помимо музыкантов в записи приняла участие и Новосибирская джазовая певица Виктория Чековая исполнившая партии бэк-вокала. Мастеринг альбома был выполнен на студии в Швеции. Оформление — венгерским художником Gyula Havancsak (Annihilator, Grave Digger, Destruction, Nightingale). Художник смог точно отобразить концепцию альбома, изобразив шамана, созидающего себя из праха на алтаре современного города. Gyula также выполнил и новое лого группы, основанное на символике древних Алтайских воинов.
Летом 2009 года группа подписала контракт с лейблом Casket Music (Великобритания) где осенью состоялся мировой релиз «Kara Ora». Дистрибуция альбома была реализована европейским агентством Plastichead. Заглавная песня альбома «Kara Ora» звучала на ряде европейских радиостанций, в частности в популярном радиошоу Брюса Дикинсона «Bruce Dickinson Friday Rockshow» на BBC 6 Music.
Следующий альбом группа записала на студии Fascination Street (Эребру, Швеция). Продюсером будущего альбома выступил Йенс Богрен (Jens Bogren) известный по своей работе с Paradise Lost, Opeth, Soilwork, Katatonia, Amon Amarth и другими.
Помимо российских приглашенных музыкантов в записи альбома принял участие и шведский мульти-инструменталист и вокалист Дан Сванё (Dan Swanö, Edge of Sanity, Nightibgale, Bloodbath и др.) исполнивший партии «чистого» бэк-вокала в двух композициях.
Таким образом, Demon Project стали первой метал-группой из России, выпустившей альбом с участием Дана Сванё, а также первой метал-группой из Сибири, записавшей альбом в Швеции.
Альбом получил название «Faces of Yaman», что на русский можно перевести как «Лики Зла». Как и предыдущий альбом, «Faces of Yaman» посвящён проблемам современного мира, в проекции образов прошлого.
В январе 2010 года, в качестве новогоднего подарка фанам, группа выложила в сеть бесплатный интернет-сингл «I LEAD U» с одной из новых композиций. Помимо самой песни сингл содержал ремиксы, а также официальное видео группы. Видео было растиражировано ведущими видео-порталам, а также попало в ротацию на телеканал О2.
Летом 2010 года альбом «Faces of Yaman» вышел на ведущем российском лейбле Irond. Впоследствии был снят видеоклип на песню «Nobody Loved You» с этого альбома.
В конце 2014 года на итальянском лейбле Revalve Records вышел новый EP альбом группы под названием Revival. Группа продолжает эксперименты в области современного Melodic Death Metal, сочетая тяжесть и мелодичность на фоне насыщенных электронных подложек. Новый материал отличается от предыдущих альбомов скоростью и техникой.

## Дискография
- Revival (Revalve Records) EP '2014
- Faces Of Yaman (Irond) LP '2010
- I Lead You (Internet single and video) '2009
- Kara Ora (Casket Music) LP '2009
- Fear Is My Rage EP '2007
- Shaman — the wolf (Drive) LP '2000